# Sacha Zegueur
Sacha Zegueur (Francia, 21 de junio de 1999) es un jugador profesional francés de rugby que se desempeña en la posición de ala abierto en Section Paloise, equipo perteneciente a la liga Top 14.

## Carrera
Zegueur es un jugador de formación francesa (JIFF). Comenzó su carrera deportiva con el equipo Union Sportive Oyonnax Rugby, en el cual jugó doce temporadas (2010-2022), después pasó a Section Paloise, donde lleva jugando dos temporadas.